# Just Married – Hochzeiten zwei
Just Married – Hochzeiten zwei ist ein deutscher Fernsehfilm von Nikolai Müllerschön aus dem Jahr 2013, der im Auftrag der ARD für Das Erste produziert wurde. Es handelt sich um eine Fortsetzung des im Jahr zuvor ausgestrahlten Fernsehfilms Hochzeiten. In den Hauptrollen sind wiederum Senta Berger und Friedrich von Thun zu sehen, in tragenden Rollen Lisa Martinek, Tim Bergmann, Fritz Karl und Bibiana Zeller. Die ARD empfahl den Film mit den Worten: „Ein Wohlfühlfilm zum Entspannen und Schmunzeln.“

## Handlung
Claire und Bernhard Ahrensberg kommen von einer Romreise zurück und werden zu Claires Erstaunen von Bernhards ehemaligen Chauffeur Nickl abgeholt. Claire glaubt nicht, dass das ein Zufall sei, wie Bernhard ihr weismachen will. Dabei hatten sie doch abgemacht, ihr altes Leben hinter sich zu lassen. Bernhard hat die Leitung seiner Firma Ahrensberg Flugzeugwerke auf seinen Fast-Schwiegersohn Ingo übertragen und Claire hat ihre Gärtnerei verkauft und sich aus ihren zahlreichen Aktivitäten den Umweltschutz betreffend zurückgezogen. Bernhard zeigt sich leicht genervt, dass ihr High-Tech-Haus immer noch nicht vollständig eingerichtet ist, da Claire darauf besteht, dass das nach den Regeln des Feng Shui geschehen müsse. Das Paar hat aber noch ein weiteres Problem, sowohl Bernhard als auch Claire sind hinter dem Rücken des jeweils anderen damit beschäftigt, sich ihren alten Aktivitäten zu widmen, was sie aber krampfhaft voreinander verbergen wollen.
Ähnlich ergeht es Claire und Bernhards Tochter Sophie, einer Ingenieurin aus Leidenschaft. Sophie befindet sich mit ihrem Mann Hans, einem Schriftsteller, noch auf Hochzeitsreise, als sie ein Anruf von Ingo erreicht, eine Art Hilferuf. Man bekommt die Normwerte für ein neues Flugzeugmodell nicht in den Griff, sie sind viel zu hoch. Dadurch droht ein äußerst lukratives Geschäft zu platzen. Auch sie verheimlicht Hans, dass sie da einfach nicht untätig bleiben kann.
Während Bernhard in seine Firma eilt, Claire aber erzählt, er sei bei einem Schachturnier, trifft sie sich mit Staatsminister Tannenberger, der ihr einen Posten im Umweltministerium schmackhaft machen will. So geht das die folgenden Tage wechselseitig weiter, bis Claire Bernhard gegenüber zugeben muss, dass man ihr die Position als Staatssekretärin im Umweltministerium angeboten hat. Obwohl Bernhard auch nicht ehrlich ist, meint er, das sei ein Verrat an dem Versprechen für ein gemeinsames neues Leben, das sie sich gegeben hätten. Und dann ist auch noch Erna plötzlich verschwunden, Claires Mutter. Claire kann nicht wissen, dass sie sich bei Kalle Berger aufhält, den sie vor 30 Jahren zuletzt gesehen hat. Damals waren beide ein Paar. Nachdem sie mit Kalle bei Bernhard aufgetaucht ist, der daraufhin Claire anruft, um ihr zu sagen, dass sie sich keine Sorgen mehr machen müsse, will es ein Zufall, dass Claire ihn zusammen mit Annemarie Rencke, einer Ingenieurin bei Ahrensberg Flugzeugbau, sieht und falsche Schlüsse zieht. Sie hinterlässt Bernhard daraufhin einen Zettel, dass sie heute bei ihrer Mutter übernachten werde.
Sophie hat inzwischen die Probleme mit den Normwerten des Ahrensberg-Flugzeugs gelöst. Als Claire Hans anruft, weil sie Sophie nicht erreichen kann und ihn fragt, ob alles in Ordnung sei, antwortet er: „Wir sind wohl, wer wir sind, oder?“ Woraufhin Claire antwortet: „Das kannst Du laut sagen.“ Hans will dann von Claire wissen, ob sie glaube, dass man sich ändern könne. Er liebe Sophie, aber er glaube einfach, jeder müsse bleiben wer er ist. Man könne sich nicht verbiegen, er sei ein Schreiberling und Sophie halt eine Flugzeugbauerin. Claire meint, sie verstehe ihn sehr genau, und wie sie ihn verstehe. Und, er habe ihr sehr geholfen. Sophie und Hans sprechen sich aus und beschließen, sich weiter zu lieben, getrennt, denn zusammen geht es nicht.
Claire nimmt das Angebot als Staatssekretärin tätig zu sein an. Im vollautomatisierten Fahrstuhl ihres Hauses treffen Claire und Bernhard wieder aufeinander. Ausgerechnet jetzt meldet die Stimme eine Fehlaktion, der Fahrstuhl steckt fest. Bernhard erklärt Claire, dass er sie nicht, wie von ihr vermutet, mit Annemarie Rencke betrogen habe, sondern damit, dass er nie aufgehört habe zu arbeiten. Claire kann dem nichts entgegensetzen, da sie ja auch gelogen hat. Man habe sich doch versprochen, den anderen sein zu lassen, so wie er eben nun einmal sei. Kurz bevor beide aus dem defekten Fahrstuhl befreit werden, sind sie sich sicher, es miteinander zu schaffen.
Die gesamte Familie trifft sich auf der Beerdigung von Kalle Berger wieder, der seine letzten Tage doch noch mit seiner großen Liebe Erna verbringen konnte und ganz plötzlich gestorben ist. Erna hat dafür gesorgt, dass dessen gelber Sportflitzer vollständig mit gelben Blumen verkleidet worden ist.

## Produktion

### Produktionsnotizen, Veröffentlichung
Just Married – Hochzeiten zwei ist eine Produktion der Degeto Film und von sperl productions. Der Film wurde unter dem Arbeitstitel Hochzeiten 2 vom 2. Juli bis zum 9. August 2012 an Schauplätzen in München gedreht. Die Redaktion für die ARD Degeto lag bei Hans-Wolfgang Jurgan und Bettina Reitz; die Produktionsleitung hatte Ralf Krawanja inne, die Aufnahmeleitung Rudi Fleischhacker und Daniel Rillmann.
Der Film wurde am 2. Mai 2013 erstmals im Programm der ARD Das Erste ausgestrahlt. Am 16. Mai 2013 gab Telepool im Vertrieb der KNM Home Entertainment GmbH Just Married – Hochzeiten zwei auf DVD heraus.

### Hintergrund
In einem dpa-Gespräch äußerte Senta Berger, „in einer Liebe müsse man sich aufeinander einlassen – auch wenn es schwer sei, ein Leben zu zweit zu führen“. Man müsse auch „die Unvereinbarkeit akzeptieren“, was der Film zeige. Es sei „keine typische ‚Schenkel-Klopfer-Komödie‘, sondern vielmehr ein Familienfilm, in dem sich jeder wiederfinden könne, der mit jemandem zusammenlebt“, meinte die Schauspielerin. Thun äußerte, dass es „sehr wichtig“ sei, mit wem man in einem Film zusammenspiele, wie man miteinander harmoniere. Bei Dreharbeiten gehe es „jedoch weniger um die angenehmen Seiten – die bei uns beiden gegeben sind, weil wir uns freuen, wenn wir uns morgens sehen – es geht um andere Dinge und nicht, ob es privat eine freundschaftliche Atmosphäre ist“, fasste Senta Berger zusammen. Ein sprechendes High-Tech-Haus möchten beide privat eher nicht bewohnen. Auch mit Feng Shui habe sie „nichts am Hut“, meinte Berger, es sei aber „eine schöne Pointe im Film“.

## Rezeption

### Einschaltquote
Der Film wurde bei seiner Erstausstrahlung von 3,97 Mio. Zuschauern eingeschaltet. Der Marktanteil lag bei 13,1 Prozent.

### Kritik
Die Redaktion der Fernsehzeitschrift TV Spielfilm zeigte mit dem Daumen zur Mitte, gab für Humor und Spannung jeweils einen von drei möglichen Punkten und meinte, als Komödie fehle es dem Film „leider an Tempo, Timing und Temperament“. Das Fazit lautete dann auch: „Diese Generationenkomödie lahmt etwas“.
Auch die Fernsehzeitschrift Prisma zeigte sich von dem Film wenig begeistert und meinte, erzählt werde „lediglich eine altbackene Geschichte, die auch die gut aufgelegte Darsteller-Riege nicht retten“ könne.
Rainer Tittelbach hingegen gab dem Film auf seiner Seite tittelbach.tv 3,5 von 6 möglichen Sternen und lobte: „Was plätschernd beginnt, gewinnt an Zug – und die Botschaft ist ehrlich: Es bringt nichts, sich für den anderen ändern zu wollen! Dem Alltag abgelauscht, Top-Besetzung, reizvolle Optik.“ Wenn man sich in den Film eingesehen habe, „der sich eher aus dem Alltagsrhythmus speis[e], als sich einer klaren Komödienstruktur hinzugeben“, was den „Nachteil des Ziellosen, aber auch den Vorteil, dass nicht immer alles auf Tempo und schnelle Pointe gestrickt werden“ müsse, habe, könne man sich „so eine Abfolge an sich gemächlich zuspitzender Situationen (ganz wie im Leben)“ leisten, wenn man denn „die richtigen Menschendarsteller“ dafür „habe: Senta Berger, Friedrich von Thun, Lisa Martinek, Fritz Karl sowie Bibiana Zeller und Heinz Baumann als sich spät zu einem kurzen Glück vereinendes Je-oller-desto-doller-Pärchen“ seien „die Richtigen“. Ihnen nehme man „die Moral von dieser Geschichte gerne ab: die Schwierigkeiten, sich zu ändern, die Unmöglichkeit, für die Beziehung ständig über den eigenen Schatten zu springen. ‚Wir sind, wer wir sind.‘“
Ganz anders war die Be(Ver)urteilung des Films auf der Seite Quotenmeter.de, die Kevin Kyburz fällte, der vor allem immer wieder auf ein altes Publikum und alte Darsteller zu sprechen kam, und darauf, dass der Film, der „seinen Zuschauern neunzig Minuten Lebenszeit stehle“, sein „ergrautes Publikum finden“ werde. Kyburz war der Meinung, dass die Fortsetzung von Hochzeiten „besser nie gedreht“ hätte werden sollen. „Diesem Produkt der Fernsehindustrie geling[e] es, nahezu jeden Stereotyp öffentlich-rechtlicher Abendunterhaltung zu versinnbildlichen“. Die Erzählung sei „offensichtlich aus den verstaubtesten Exponaten des deutschen Fernsehfilm-Gruselkabinetts zusammengesetzt“. Kyburz führte dann noch aus, dass auch „das überalterte Publikum der öffentlich-rechtlichen Hauptprogramme fähig“ sei, „anspruchsvolleres zu konsumieren“, was „andere Produktionen zu Genüge“ beweisen würden. „Dass dabei keine Geschichte nach neunzig Minuten ein abgerundetes Ende“ finde, „versteh[e] sich von selbst“. Vielmehr habe man „nach der Sichtung das Gefühl, gerade drei Episoden GZSZ mit greisen Darstellern am Stück gesehen zu haben“.
Beim Filmdienst war zu lesen: Fortsetzung einer beschwingten (Fernseh-)Familienkomödie (‚Hochzeiten‘, 2011) mit sympathisch agierender Schauspielerprominenz. – Ab 12.
Auch auf der Seite Focus Online war die Rede von einer „kurzweilige[n] Familienkomödie“, einem „Film über die Liebe, das Alter und den Ruhestand“. Gezeigt werde, „dass in der Liebe vor allem eines wichtig sei: sich selbst und den anderen nicht verbiegen zu wollen“.